# Zilda Arns
Zilda Arns Neumann, née le 25 août 1934 à Forquilhinha (Brésil) et décédée le 12 janvier 2010 à Port-au-Prince (Haïti), est un médecin pédiatre et un expert en santé publique brésilienne. Elle est également la sœur du cardinal Paulo Evaristo Arns.

## Biographie
Avant-dernière d'une famille de treize enfants, elle fait des études de médecine afin de venir en aide aux enfants des milieux défavorisés et travaille pendant plusieurs années à l’hôpital pour enfant César Pernetta de Curitiba au Brésil.
Fondatrice et coordinatrice  internationale de l’association œcuménique Pastorale pour enfants (Pastoral da Criança)
, elle œuvre pendant des années auprès des enfants et femmes enceintes des milieux défavorisés du Brésil.
De 1994 à 1996, elle est membre du Conseil national brésilien pour les droits des enfants et des adolescents.
Elle meurt au cours d’une mission humanitaire lors du tremblement de terre d'Haïti de 2010.

## Procès en béatification
Élevée dans une famille profondément catholique, Zilda Arns conserva toute sa vie ces valeurs. Le 2 août 2013, l'évêque de Paraíba et président de la Pastorale pour enfants, Mgr Aldo Di Cillo Pagotto (pt), a annoncé l'ouverture du procès en béatification de Zilda Arns pour 2015, soit 5 ans après sa mort, comme prévu par le droit canon.

## Récompenses et honneurs
Son engagement lui a valu d’être récompensée à de nombreuses reprises, notamment par un Hommage Spécial décerné par l’Unicef en 1988, et par une nomination pour le Prix Nobel de la paix en 2006. En 2009, elle prononce le discours d’ouverture du Congrès Mondial de SIGNIS sur le thème des "Médias pour une culture de paix - Droits de l’enfant, promesse d’avenir".
- Prix des Droits de l’Homme du gouvernement brésilien et de l’Université de São Paulo (1997)
- Médaille des Droits de l’Homme de l’ordre indépendant du B'nai B'rith (1999)
- Prix des Droits de l’Homme de l’Organisation des Nations unies (2001)
- Prix des Droits de l’Homme du Roi d’Espagne (2005).